# 캠프 에세이욘
캠프 에세이욘(Camp Essayons)은 대한민국 경기도 의정부시에 있었던 주한 미국 육군의 군영이었다. 캠프의 이름인 "Essayons"은 영어로 "Let’s try"를 가리키는 프랑스어 단어로서 미국 육군 공병대의 모토이기도 하다.
제11공병대대가 1971년, 제501군사정보여단 예하 제102군사정보대대는 마지막까지 주둔하였다.
2006년 6월 15일, 부대와 시설기재의 이전을 마치고 폐쇄되었다.

## 반환 이후
2010년 토지검사에서 TPH 농도가 1,2991mg/kg로 진하게 오염되어 것이 확인되었고, 국방부는 정화사업을 진행하여 2011년 연말에 마쳤다. 정화사업이 끝난 직후에 시공사는 남은 시설을 철거하고 본격적으로 공사에 착수하였다.
2013년 1월 21일, 을지대학교에서 의정부캠퍼스와 1028병상 규모의 부속병원을 짓기 위해 12만 3096 제곱미터 m2의 땅을 사들였고, 3월 7일에 경기도청에서 3만4331m2의 땅을 사들여 경기도교육청 북부청사를 세우기 결정하였다.
5월 9일, 여전히 오염된 토양이 공사현장에서 발견되어 조사한 결과, 기준치인 500mg/kg를 넘는 TPH 농도가 600mg/kg가 검출되어 중단되었다.
을지대학교 의정부캠퍼스는 2017년 3월에 보건의료와 간호계열 학과에 입학할 500여명의 학생들을 입학받아 개교하며, 부속병원은 2021년에 개원한다.

## 시설
- NCO 클럽
- 극장
- 도서관
- 레크리에이션 센터
- 실내체육관

## 같이 보기
- 캠프 라과디아
- 캠프 레드 클라우드
- 캠프 시어스
- 캠프 카일

## 참고
1. ↑  Seth Robson (2005년 10월 13일). “Once bustling Camp Essayons now empty” (영어). Stars and Stripes. 2019년 5월 11일에 확인함.
2. ↑  “반환 미군기지 환경오염정화 완료”. 대한민국 국방부. 대한민국 정책브리핑. 2011년 12월 29일. 2019년 8월 29일에 확인함.
3. ↑  김칠호 (2013년 1월 21일). “의정부 캠프 에세이욘, 을지대 캠퍼스와 부속병원 부지로 매각”. 뉴시스. 2019년 8월 29일에 확인함.
4. ↑  최문영 (2013년 3월 7일). “경기도교육청 북부청사 ‘캠프 에세이욘’ 신축 결정”. 의정부뉴스. 2019년 8월 29일에 확인함.
5. ↑  유종규 (2013년 5월 16일). “못믿을 미군기지 환경오염 정화”. 시민신문. 2019년 8월 29일에 확인함.[깨진 링크(과거 내용 찾기)]

- “Camp Essayons”. 《www.globalsecurity.org》 (영어). 2011년 7월 5일. 2019년 8월 29일에 확인함.